# ذياب مجرشي
ذياب مجرشي لاعب سعودي من مواليد 25 مارس 1983 .يلعب في مركز قلب الدفاع.
بداياته كانت في نادي الهلال ومثل الهلال في الفئات السنية وبعض مبارايات الفريق الأول و أعير مطلع عام 2004 إلى نادي النجمة و في صيف 2004 انتقل إلى نادي الحزم ومثله 7 سنوات وبعد هبوط الحزم إلى دوري الدرجة الأولى في موسم 2011 وقع ذياب مجرشي مع نادي التعاون و لعب بعد التعاون مع نادي الرياض و سدوس و نادي الوشم و عاد بعدها إلى سدوس و نادي الأنوار .

## روابط خارجية
- ذياب مجرشي على موقع قاعدة بيانات كرة القدم.إي يو (الإنجليزية)
- ذياب مجرشي على موقع Soccerway.com (الإنجليزية)